# Еггерт Йоунссон
Заголовок цієї статті — це ісландське ім'я, де Еггерт — особове ім'я, а Йонссон — ім'я по батькові. 
Еггерт Йоунссон (ісл. Eggert Jónsson, нар. 18 серпня 1988, Рейк'явік) — ісландський футболіст, півзахисник клубу «Чарльтон Атлетик» та національної збірної Ісландії.

## Клубна кар'єра
У дорослому футболі дебютував 2004 року виступами за команду клубу «Фьордабіггдар», в якій провів один сезон, взявши участь у 22 матчі чемпіонату.
Своєю грою за цю команду привернув увагу представників тренерського штабу клубу «Хартс», до складу якого приєднався 2005 року. Відіграв за команду з Единбурга наступні сім сезонів своєї ігрової кар'єри.
Протягом 2012–2013 років захищав кольори команди клубу «Вулвергемптон Вондерерз».
До складу клубу «Чарльтон Атлетик» приєднався 2013 року. 

## Виступи за збірну
2007 року дебютував в офіційних матчах у складі національної збірної Ісландії. Наразі провів у формі головної команди країни 18 матчів.

## Титули і досягнення
- Володар Кубка Данії (1):

«Сеннер'юск»: 2019-20
- Володар Кубка ісландської ліги (1):

«Гапнарфйордур»: 2022